# 穆納區
穆納區（西班牙語：Distrito de Müna），是巴拿馬的一個行政區，位於該國西北部，由恩戈貝-布格雷特區負責管轄，面積796.4平方公里，2010年人口36,075，人口密度每平方公里45.3人。